# 五刑
五刑（ごけい）とは、古代中国の刑罰体系。日本にも律令法とともに伝わって五罪（ござい）とも呼ばれた。

## 中国の五刑
中国においては、先秦時代の書物とされる『書経』・『周礼』に記されており、
- 墨（いれずみ）、「黥」（げい）とも
- 劓（ぎ・はなそぎ）
- 剕（ひ・あしきり）、「刖」（げつ）または「臏」（ひん）とも
- 宮（きゅう・去勢）、「腐」（ふ）または「椓」（たく）とも
- 大辟（死刑）、「殺」（さつ）とも

このうち大辟が生命刑で他の4つが身体刑（当時の用語では「肉刑」）である。
なお、剕と刖と臏はすべて同意義の言葉（「足切り」）であるが、具体的には３種類あり、「臏」は膝蓋骨を取り去る刑をさし、「剕」はアキレス腱を断ち切る刑と脚そのものを断ち切る刑の両方に使う。「刖」の字は３種類のいずれにもいう文字である。
前漢文帝の時代、名医として知られていた淳于意（倉公）が罪に問われて肉刑に処せられそうになった際にこれを儚んだ娘が「肉刑に処せられれば、更生したくても更生する事も出来ない」と訴えて父の処罰の代わりに自分を奴隷にして欲しいと嘆願した。これに心動かされた文帝は肉刑（劓・剕）を禁止した。だが、その代替として刑罰に取り入れられた鞭打ち回数が増大されたり、死刑に該当する刑罰が増加したりして却って罪人への扱いが厳しくなったとの批判もされた。このため、曹魏の時代に肉刑復活を求める陳羣とこれに反対する王朗の間で激しい論争が行われた。
西晋時代に律令が導入されて以後、遊牧民族の影響の強かった北朝において自由刑である徒刑や流刑などの整備が行われた。やがて、隋に至って
- 笞刑（ちけい・むち打ち）
- 杖刑（じょうけい・つえ打ち）
- 徒刑（ずけい・強制労働）
- 流刑（るけい・島流し）
- 死刑（しけい・死刑）

の新しい五刑が成立するようになり、これが唐以後の歴代王朝にも引き継がれる事となった。
また、近代の中華民国における
- 死刑
- 無期徒役（無期懲役）
- 有期徒役（有期懲役）
- 拘留
- 罰金

の五種の刑罰を指して五刑と呼ぶこともある。

## 日本の五刑
日本でも天武天皇の時代以後、唐の影響を受けて五刑が導入された。ただし、当時の日本では犯罪と刑罰は表裏一体であると考えられていたために、当時の慣習に従って刑罰を「罪」と呼称し、大宝律令・養老律令では
- 笞罪
- 杖罪
- 徒罪
- 流罪
- 死罪

と名称を改められ、「五罪」と呼称されていた。
しかし、法体系が深化した平安時代の頃から犯罪と刑罰の区別が進んで中国のように「五刑」と呼ぶことが一般化された。